# エド・シーラン
エドワード・クリストファー・シーラン（英: Edward Christopher Sheeran, MBE, [ˈʃɪərən] SHEER-ən, 1991年2月17日 - ）は、イギリスのシンガーソングライター。グラミー賞4回受賞（14回ノミネート）。ルーパーペダルとアコースティック・ギターを駆使し、特徴的なメロディーを奏でることで知られる。2017年、大英帝国勲章第5位を受賞。

## 略歴
イングランドのウェストヨークシャー・ハリファクスにて、アイルランド人とイングランド人の両親の元に生まれ、生後まもなく家族と共にイングランド東部サフォーク州フラムリンガムに引っ越した。ギターは幼少時から習い始めた。11歳の時から作曲を始め、16歳の時にロンドンに移住しスタジオや路上でライブ活動を行ったが、高額な家賃を払えず、知人の家や路上で寝泊まりする生活を送った。

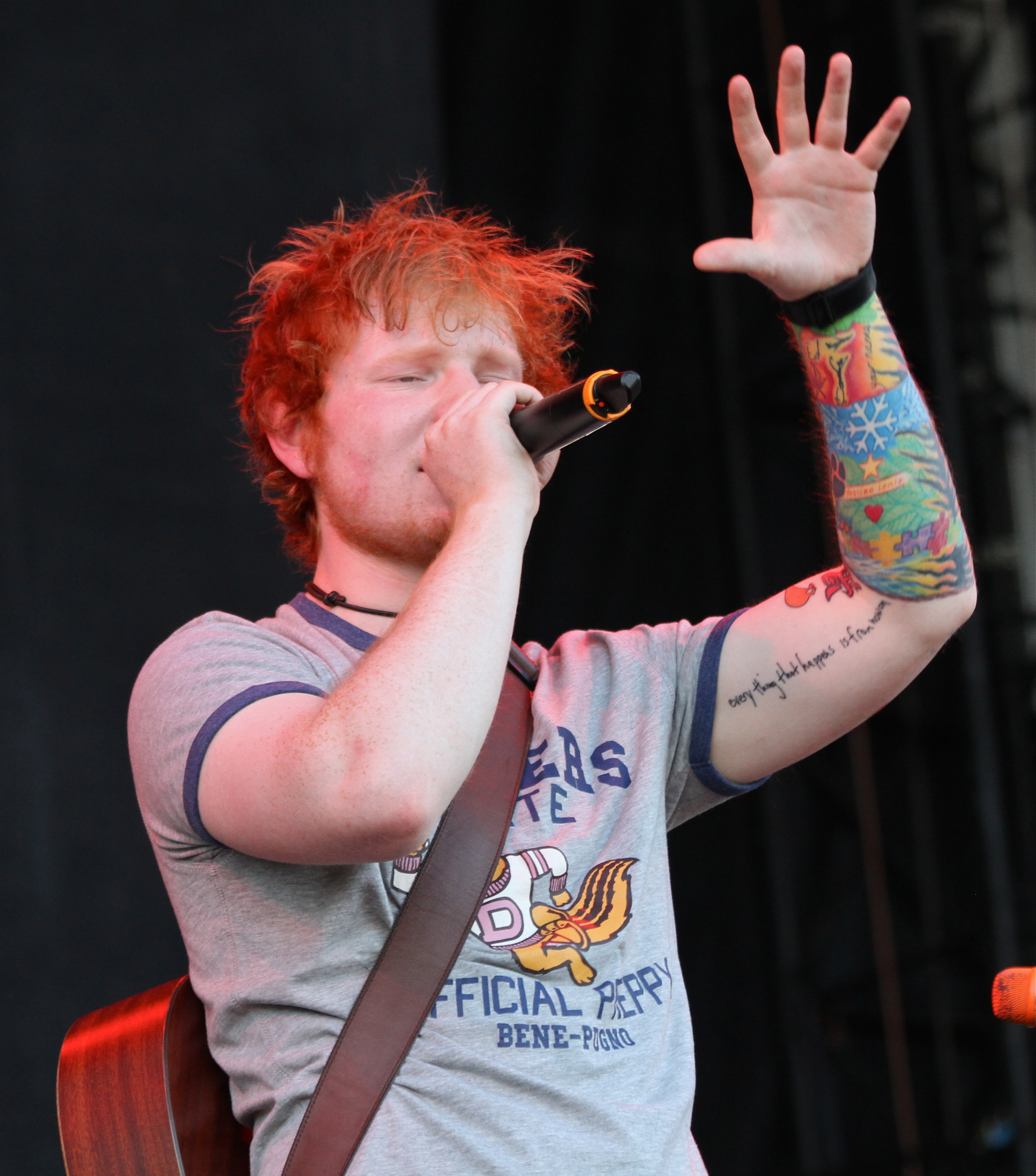
フリークエンシー・フェスティバル（2012年・オーストリア）

2011年、彼はアサイラム・レコードと契約をし『+』でレコードデビュー。全英アルバムチャート首位を獲得した。

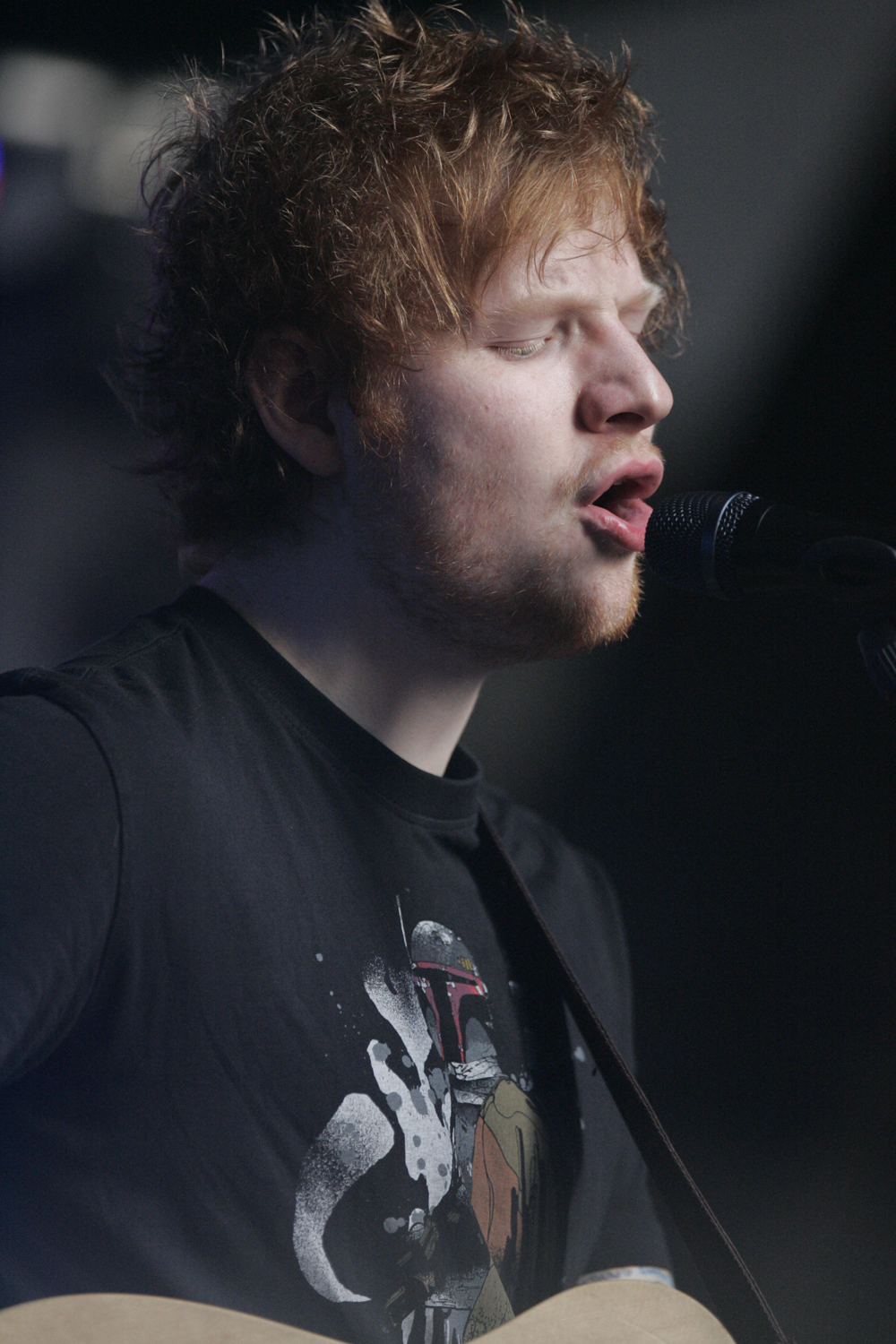
シドニー公演（2013年）

2013年、映画『ホビット 竜に奪われた王国』のエンド・クレジットに書き下ろし曲「I See Fire」が使用される。
2014年、アルバム『x (マルティプライ)』は、ファレル・ウィリアムスやリック・ルービンらをプロデューサーに迎えて制作された。イギリス・アメリカともにアルバム・チャートで初登場1位を獲得、イギリスではプラチナ・ディスクに認定された。
2015年、イギリスの大学ユニバーシティ・キャンパス・サフォーク (UCS) から名誉博士号を授与される。
2017年、アルバム『÷ (ディバイド) 』は、友人のスノウ・パトロールのJohn McDaidらをプロデュースのもと製作。音楽サイトで、"最も再生されたアルバム"としてロングセールスを記録し、トップの座を掴んだ。「シェイプ・オブ・ユー」はシングル、デジタルシングルセールスが2600万枚を超え、ストリーミング数などと合わさって合計3つのギネス世界記録を獲得した。また、大英帝国勲章MBE (Member of the Order of the British Empire) 第5位を受章し、2017年12月7日にバッキンガム宮殿で行われた受勲式に出席したエドは、チャールズ3世（当時皇太子）より勲章を受け取った。

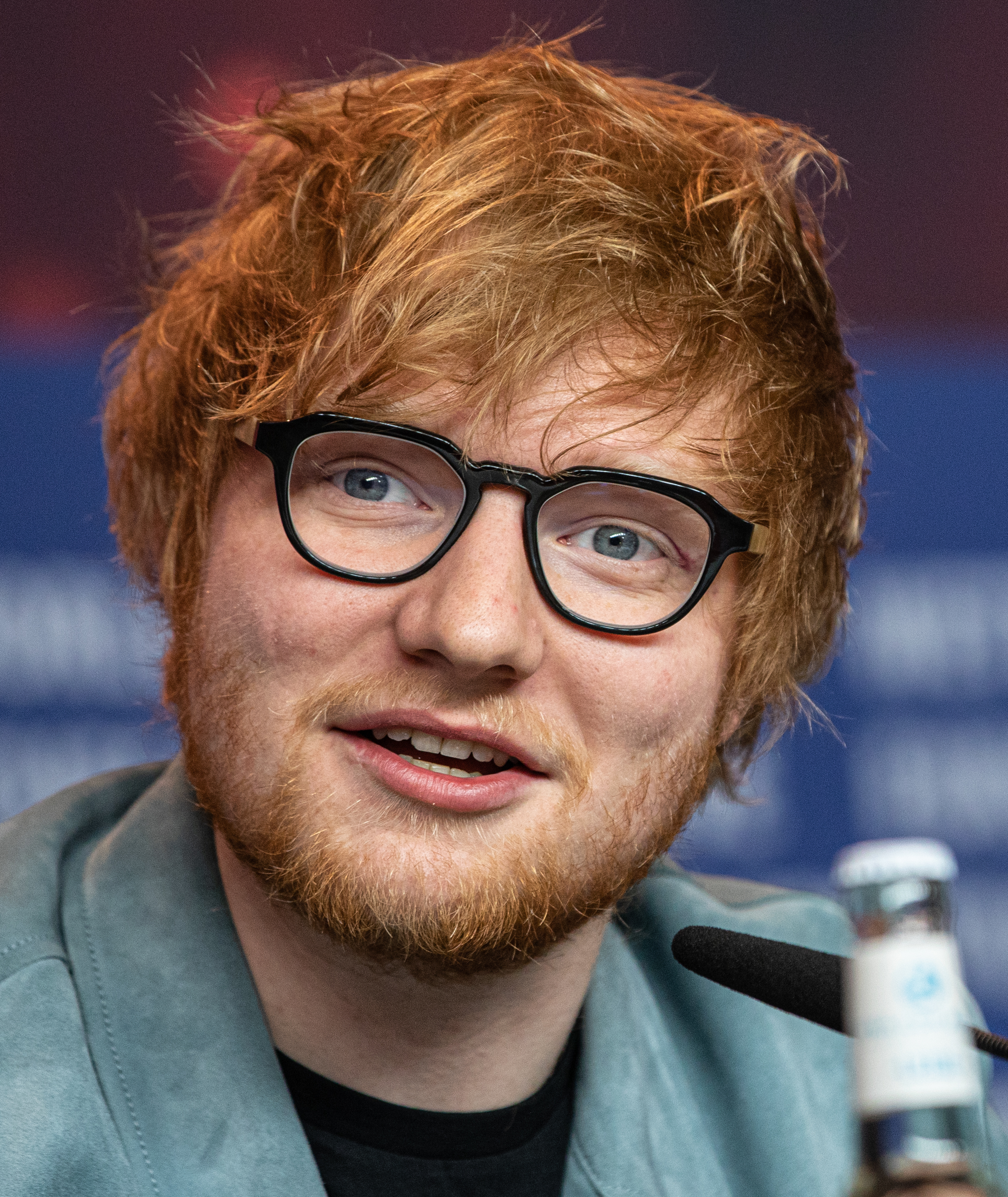
ベルリン国際映画祭にて（2018年）

2018年、同級生だったチェリー・シーボーンとの婚約を発表。彼女とは子供の頃から友人で、初めて会ったのは11歳の時。シーボーンは会計士で、2015年、同窓会で再会を果たし交際に発展。
2019年、世界中で3,800万枚以上のアルバムと1億枚のシングルをこれまでに売り上げたと公表され、「世界で最も売れ行きの良いアーティスト」の1人と取り上げられた。 ロンドンのナショナル・ユース・シアターの卒業生である彼は、映画『イエスタデイ』に本人役として出演している。
2017年から2019年まで続いた『÷ Tour』は総計7億3670万ドルの興行収益、総動員数815万684人の規模となり『史上最も成功したコンサートツアー』でU2が保有していたワールドレコードを破り1位となった。2019年4月3日から5月3日までの全10回のアジアツアーではエドと交友の深い日本のロックバンドONE OK ROCKが同行し、オープニングアクトとして出演した。
2020年、9月チェリー・シーボーンとの間に、ライラ・アンタークティカ・シーボーン・シーラン（Lyra Antarctica Seaborn Sheeran）が生まれたことを、自身のInstagramで発表。同年12月21日にファンへのクリスマスプレゼントとして「アフターグロー」を発表した。
2021年5月にBBCラジオ1『ビッグ・ウィークエンド』に出演。同年10月29日、アルバム『=（イコールズ）』をリリース。
2022年、アイルランドのダブリンで始まった+-=÷× Tour（Mathematics Tourと発音）は、彼の4度目のコンサートツアーである。141のショーを行う予定で、2022年4月23日アイルランドのダブリンで始まり、2025年9月6日にドイツのデュッセルドルフで終了する予定となっている。このツアーは、5枚目のスタジオ・アルバム（2021年）と6枚目のスタジオ・アルバム（2023年）を引っさげてのものだ。
2023年、5月待望の6枚目のアルバム『－（サブトラクト）』は、テイラー・スウイフトの助言を受け、インディー・ロックバンド、ザ・ナショナルのアーロン・デスナーと共作をし、全曲プロデュースを担当した。また、このアルバムはビジュアル・アルバムとしてもリリースされ、残りの12曲のビデオはアルバムの発売日に初公開された。このアルバムは、シーランの前作『＝』（2021年）に続くもので、数学をテーマにした最後のアルバムとなった。アルバムは第66回グラミー賞で最優秀ポップ・ヴォーカル・アルバム賞にノミネートされた。同年9月には2023年第2弾プロジェクトである7枚目のアルバム『オータム・ヴァリエーションズ』をリリース。彼のレコードレーベル、ジンジャーブレッド・マン・レコードからリリースされた。このアルバムに収録されている楽曲は、双子の弟ブライスと共にデスナーがプロデュースした「Spring」を除き、全てアーロン・デスナーの単独プロデュースである。彼が著作権を所有する初のスタジオ・アルバムでもある。
シーランは世界中で1億5,000万枚以上のレコードを売り上げ、世界で最も売れている音楽アーティストの一人となった。 アメリカでは1億100万枚のRIAA認定ユニットを持ち、彼のアルバム2枚はUKチャート史上最も売れたアルバムのリストに入っている。2019年12月、オフィシャル・チャート・カンパニーは、2010年代のUKアルバム・チャートとシングル・チャートで、合わせて最も成功を収めたアーティスト・オブ・ザ・デイに彼を選出した。 2022年4月現在、Spotifyで最もフォローされているアーティストである。

## 人物
- エドの家族は芸術一家としても知られており、父はアートキュレーター(美術講師)、母は自身のグッズ製作を行うジュエリーデザイナー、2歳上の兄マシューは作曲家として活躍している[25]。

- 上半身を埋めるほどのタトゥー愛好家でもある。

- 英米問わず、多くのラッパーとも交友があり、ヒップホップに造詣が深い。中でも、イェラウルフやリック・ロス、ルーペ・フィアスコ、エミネム、ザ・ゲーム、リル・ベイビー、リル・ウージー・ヴァートらとコラボを果たしている。
- 時にはルーパーを扱った一人パフォーマンスも得意としており、主にボイスパーカッションやギターなどをサウンドトラックに組み込んで演奏している。尚、ルーパーは本人による特注のもの。

- 地元サフォーク州に本拠地を置くサッカークラブ、イプスウィッチ・タウンFCのサポーターとしても知られており、しばしば現地観戦する様子を目撃されている他、2021年5月6日には、2021-22シーズンの1年契約で男女両トップチームのユニフォームスポンサーとなり、胸元に「＋―＝÷× TOUR」のロゴがプリントされた[26][27][28]。

- 熱烈なクリケットのファンであり、イングランド代表の国際試合をクリケットの聖地と呼ばれるロンドンのローズ・クリケット・グラウンドや海外のスタジアムで観戦することが頻繁にある[29][30]。

## ツアー
- + Tour (2011–13)
- x Tour (2014–2015)
- ÷ Tour (2017–2019)
- +–=÷x Tour (2022–2023)

### 来日公演
- J-WAVE "PARK IN THE SKY" ED SHEERAN SPECIAL SHOWCASE[139]
2012年2月6日 FIAT SPACE
- NEXT BREAKERS vol.2 ED SHEERAN[140]
2012年3月21日 代官山UNIT
- FUJI ROCK FESTIVAL '12 / Plus Tour[141][142]
2012年7月26日 苗場スキー場
- Live in Japan / Multiply Tour[143][144][145]
2014年8月6日 BIG CAT、8月8日 USEN STUDIO COAST
- Ed Sheeran LIVE IN JAPAN 2017 / Divide Tour[146][147][148][149]
2017年10月25日 → 2018年4月11日 大阪城ホール、10月31日・11月1日 → 4月13日・14日 日本武道館
  - 本人が骨折した為、公演延期に。
- Ed Sheeran DIVIDE WORLD TOUR 2019[150][151][146]
2019年4月9日 東京ドーム、4月23日 京セラドーム大阪
  - スペシャルゲスト ONE OK ROCK
- Ed Sheeran +-=÷x Tour 2024 / Mathematics Tour[152][153][154][155]
2024年1月27日・28日(追加公演) 京セラドーム大阪、1月31日 東京ドーム
  - スペシャルゲスト カルム・スコット

## 受賞歴
| 年   | 音楽賞                                | 賞                                                 | 対象              | 結果       |
| ---- | ------------------------------------- | -------------------------------------------------- | ----------------- | ---------- |
| 2012 | ブリット・アワード2012                | 最優秀ブリティッシュ・ブレイクスルー・アクト賞     | エド・シーラン    | 受賞       |
| 2012 | ブリット・アワード2012                | 最優秀男性ソロ・アーティスト賞                     | エド・シーラン    | 受賞       |
| 2012 | ブリット・アワード2012                | 最優秀ブリティッシュ・シングル賞                   | The A Team        | ノミネート |
| 2012 | ブリット・アワード2012                | 最優秀アルバム賞                                   | +                 | ノミネート |
| 2013 | 第55回グラミー賞                      | 最優秀楽曲賞                                       | The A Team        | ノミネート |
| 2014 | 第56回グラミー賞                      | 最優秀新人賞                                       | エド・シーラン    | ノミネート |
| 2015 | MTVヨーロッパ・ミュージック・アワード | 最優秀ライブ・アクト賞                             | エド・シーラン    | 受賞       |
| 2015 | 第57回グラミー賞                      | 最優秀アルバム賞                                   | X                 | ノミネート |
| 2015 | 第57回グラミー賞                      | 最優秀ポップ・ボーカル・アルバム                   | X                 | ノミネート |
| 2015 | 第57回グラミー賞                      | 最優秀ヴィジュアル・メディア・ソング               | I See Fire        | ノミネート |
| 2015 | ブリット・アワード2015                | 最優秀ブリティッシュ男性ソロ・アーティスト賞       | エド・シーラン    | 受賞       |
| 2015 | ブリット・アワード2015                | 最優秀ブリティッシュ・アルバム賞                   | X                 | 受賞       |
| 2015 | ブリット・アワード2015                | 最優秀ブリティッシュ・シングル賞                   | Thinking Out Loud | ノミネート |
| 2015 | ブリット・アワード2015                | 最優秀ブリティッシュ・ビデオ賞                     | Thinking Out Loud | ノミネート |
| 2015 | エコー賞                              | 最優秀インターナショナル・男性ソロ・アーティスト賞 | エド・シーラン    | 受賞       |
| 2016 | 第58回グラミー賞                      | 最優秀楽曲賞                                       | Thinking Out Loud | 受賞       |
| 2016 | 第58回グラミー賞                      | 最優秀レコード賞                                   | Thinking Out Loud | ノミネート |
| 2016 | 第58回グラミー賞                      | 最優秀ポップ・ソロ・パフォーマンス賞               | Thinking Out Loud | ノミネート |
| 2016 | ブリット・アワード2016                | 最優秀ブリティッシュ・シングル賞                   | Bloodstream       | ノミネート |
| 2016 | ブリット・アワード2016                | 最優秀ブリティッシュ・ビデオ賞                     | Photograph        | ノミネート |
| 2016 | エコー賞                              | 最優秀インターナショナル・男性ソロ・アーティスト賞 | エド・シーラン    | 受賞       |
| 2018 | 第60回グラミー賞                      | 最優秀ポップ・ソロ・パフォーマンス                 | "Shape of You"    | 受賞       |
| 2018 | 第60回グラミー賞                      | 最優秀トラディショナル・ポップ・ボーカル・アルバム | 『÷』             | 受賞       |

## 出演作品

### 映画
| 年   | 題名                                                                     | 役名   | 備考                  |
| ---- | ------------------------------------------------------------------------ | ------ | --------------------- |
| 2016 | ブリジット・ジョーンズの日記 ダメな私の最後のモテ期 Bridget Jones's Baby | 本人役 | カメオ出演            |
| 2019 | イエスタデイ Yesterday                                                   | 本人役 |                       |
| 2021 | レッド・ノーティス Red Notice                                            | 本人役 | Netflixオリジナル映画 |

### Webシリーズ
| 年   | 題名                                                            | 役名   | 配信局             | 備考                     |
| ---- | --------------------------------------------------------------- | ------ | ------------------ | ------------------------ |
| 2019 | モダン・ラブ Modern Love                                        | ミック | Amazon Prime Video | 計2話出演                |
| 2023 | エド・シーラン：The Sum of It All Ed Sheeran: The Sum of It All | 本人   | Disney+            | ドキュメンタリーシリーズ |